# Brežnjica
Brežnjica ili Breznica (mađ. Berzence) je pogranično naselje u južnoj zapadnoj Mađarskoj.
Zauzima površinu od 53,76 km četvornih.

## Zemljopisni položaj
Nalazi se na 46° 12′ 26,78″  sjeverne zemljopisne širine i 17° 8′ 46,1″ E istočne zemljopisne dužine. 3 je km udaljeno od granice s Hrvatskom.
Đikeniš je 9 km zapadno-sjeverozapadno, Čurguj je 3 km sjeverozapadno, Szenta je 3 km sjeverno-sjeverozapadno, Dvorišče je 2 km jugoistočno, a od naselja u Hrvatskoj, Ždala je 3 km južno, Novačka i Gola su 6 km jugozapadno.

## Upravna organizacija
Upravno pripada Čurgujskoj mikroregiji u Šomođskoj županiji. Poštanski broj je 7516.

## Povijest
Uz povijest Brežnjice vezan je Juraj IV. Zrinski, obitelji Szalay, Niczky i Feštetić. Za turskih je osvajanja u 16. st. utvrda u ovom mjestu pala u turske ruke, no 1594. ju je Juraj IV. Zrinski nakratko vratio.

## Kultura
- dvorac obitelji Feštetić
- rimokatolička barokna crkva
- brežnjička utvrda

## Promet
Kroz Brežnjicu prolazi željeznička pruga Velika Kaniža-Pečuh. U Brežnjici se nalazi željeznička postaja. Na putu iz obližnjeg Zakona, južno od Čurguja, pruga ide uz hrvatsko-mađarsku granicu, zatim prolazi 1 km kroz Hrvatsku, a potom skreće prema sjeveroistoku u Mađarsku prema Brežnjici.

## Stanovništvo
Brežnjica ima 2729 stanovnika (2001.). Skoro svi su Mađari, 3,8% Roma.

## Vanjske poveznice
- (mađ.) Zračne snimke